# Назиярви
Назиярви — пресноводное озеро на территории Кривопорожского сельского поселения Кемского района Республики Карелии.

## Общие сведения
Площадь озера — 1,4 км², площадь водосборного бассейна — 53,5 км². Располагается на высоте 104,3 метров над уровнем моря.
Форма озера лопастная, продолговатая: оно вытянуто с северо-запада на юго-восток. Берега каменисто-песчаные, преимущественно заболоченные.
Через озеро протекает река Нази, впадающая в реку Шомбу. Последняя в свою очередь впадает в реку Кемь.
В северо-западную оконечность Назиярви впадает река Лидма.
Код объекта в государственном водном реестре — 02020001011102000006196.